# Кения на летних Олимпийских играх 1988
Кения принимала участие в Летних Олимпийских играх 1988 года в Сеуле (Республика Корея) в седьмой раз за свою историю, и завоевала пять золотых, две серебряные и две бронзовые медали.

## Золото
- Лёгкая атлетика, мужчины, 800 метров — Пол Эренг.
- Лёгкая атлетика, мужчины, 1500 метров — Питер Роно.
- Лёгкая атлетика, мужчины, 5000 метров — Джон Нгуги.
- Лёгкая атлетика, мужчины, 3000 метров, бег с препятствиями — Джулиус Кариуки.
- Бокс, мужчины — Роберт Вангила.

## Серебро
- Лёгкая атлетика, мужчины, марафон — Дуглас Вакиихури.
- Лёгкая атлетика, мужчины, 3000 метров, бег с препятствиями — Петер Кёх.

## Бронза
- Лёгкая атлетика, мужчины, 10000 метров — Кипкембои Кимели.
- Бокс, мужчины — Крис Санде.